# Phare de Cape Meares
Le phare de Cape Meares est un phare inactif situé à Cape Meares (en), au sud de la baie de Tillamook Comté de Tillamook (État de l'Oregon), aux États-Unis.
Ce phare fut géré par la Garde côtière américaine, et les phares de l'État de Washington sont entretenus par le District 13 de la Garde côtière  basé à Seattle.
Il est inscrit au Registre national des lieux historiques depuis le 21 avril 1993 .

## Histoire
Construit en 1890, le phare de Cape Meares a servi de phare à la Tillamook Bay (en), à Tillamook , capitale du comté. Lors de sa construction, la station de signalisation maritime comprenait deux maisons de gardien, deux locaux à carburant et deux citernes qui étaient reliés au phare par un sentier de 300 mètres. Les ajouts ultérieurs comprenaient une salle de travail attenante en 1895 et un garage en 1934. La lanterne  était plaquée de fer et, en raison de son exposition aux éléments, elle devait être repeinte fréquemment. Le phare n'a jamais été équipé d'une corne de brume. En 1934, le phare a été électrifié. Maintenant inutile, les bâtiments à carburant ont été enlevés.
En 1963, le phare a été désactivé et remplacé par une nouvelle tour. L'année suivante, la Garde côtière a fait des plans pour démolir le phare. Cependant, en raison du tollé général, la station a été donnée au comté de Tillamook. Le phare est resté vacant jusqu'en 1968, puis le site a été remis au département des Parcs de l'État de l'Oregon. Pendant ce temps, le vandalisme est devenu un problème majeur pour le phare et les quartiers des gardiens ont été démolis. Parmi les dommages, des morceaux de la lentille de Fresnel ont été volés. La même année, le phare a été ouvert au public et il a été restauré, à l'exception de la lentille. Depuis lors, trois des quatre morceaux manquants ont été récupérés. En 1980, la tour elle-même a été ouverte au public.

## Description
Le premier phare  est une tour octogonale blanche de 12 m de haut, avec une petite galerie et une lanterne au dôme métallique noir. Il émettait, à une hauteur focale de 12 m, une lumière visible jusqu'à 21 milles nautiques (environ 39 km). C'était un feu alternatif rouge et blanc, selon secteur.
Le deuxième phare, mis en service en 1963, était un petit bâtiment cubique blanc, avec une lumière monté sur un mât. Il a été désactivé le 25 juin 2014 car il n'était plus nécessaire à la navigation maritime.
Identifiant : ARLHS : USA-128 - Amirauté : G4516 - USCG : 6-0675 .
|          |
| Le phare |

|                        |
| La lentille de Fresnel |

|                   |
| Baie de Tillamook |

### Lien connexe
- Liste des phares de l'Oregon